# 咸阳汉阳陵博物馆
汉景帝阳陵博物院是位于陕西省咸阳市汉阳陵的一座博物馆。2008年，博物馆被列为中国国家一级博物馆。

## 结构
博物馆分为帝陵外藏坑遗址保护展示厅、考古陈列馆、 南阙门遗址保护展示厅、宗庙遗址四部分。
目前建有汉阳陵考古陈列馆保存和展示从阳陵发掘出来的文物。考古陈列馆建成于1999年，位于帝陵和后陵的南侧，采用半地下式两层建筑，面积约3750平方米。陈列有“阳陵概况介绍及礼制性建筑出土文物”、“帝陵丛葬坑出土文物”、“陪葬墓园文物陈列”等单元，展示从阳陵各部分历年出土的文物，总计1800余件。
在帝陵东北侧建有帝陵外葬坑保护展示厅。1998年对帝陵外葬坑的10条丛葬坑进行了发掘，出土各种陶俑、动物雕塑、生活用具等等大量文物。2006年在原址建立保护展示厅，为全地下建筑，原址保护陵东12~21号坑，并通过玻璃幕墙和玻璃通道将游客和遗址隔离，以达到保护文物和游客参观的双重目的。